# Альфонс Жуен
Альфо́нс Жуе́н, повне ім'я — Альфо́нс П'є́р Жуе́н (фр. Alphonse Juin; 16 грудня 1888, Аннаба, Французький Алжир — 27 січня 1967, Париж, Франція) — французький військовослужбовець і політичний діяч, бригадний генерал (з 1938 року), командувач експедиційним французьким корпусом у роки Другої світової війни (з 1942), генеральний резидент в Марокко (з 1947 року), Маршал Франції (з 1952 року), Командувач об'єднаними збройними силами НАТО у Брюнсумі (з 1953 року); ветеран Першої і Другої світових воєн.

## Біографія

### Дитинство і ранні роки
Альфонс Жуен народився 16 грудня 1888 року в місті Аннаба, що на північному сході Французького Алжиру (нині суверенна держава Алжир), в сім'ї жандарма Віктора Жена та його дружини Саліни. Названий був на честь діда по батьківський лінії. Коли Жуену виповнилося 6 років, його сім'я переїхала до міста Константіна. Там він пішов навчатися у початкову школу, а згодом вступив до ліцею «Lycée d'Aumale».
У 1909 році майбутній маршал Франції вступив до особливої військової школи Сен-Сір, яка займалася підготовкою кадрів для французького офіцерства і жандармерії. Після складання вступного іспиту Жуен був зарахований до алжирського полку 1er Régiment de Zouaves. Пізніше отримав звання сержанта. Перед Агадірською кризою у 1910 році переведений до 223-го полку Saint-Cyr, що у марокканському місті Фес. Окрім алжирських солдатів, сюди увійшли також солдати з Китаю, Туреччини та Ірану. Серед них також були майбутні генерали Антуан Безо та Шарль де Голль.
Отримавши звання молодшого лейтенанта, 1 жовтня 1912 року Жуен був переведений до полку 1er Régiment de Tirailleurs Algériens. Служив у Марокко. Брав участь у Заянській війні, у боях поблизу міста Таза.

### Перша світова війна
Після початку Першої світової війни у серпні 1914 року була сформована бригада з п'яти батальйонів, відома також як Brigade des Chasseurs Indigènes, до якої й приєднався Альфонс Жуен. Бригада складалася з марокканських військ, які були відправлені на Західний фронт у Францію. Пізніше він отримав звання лейтенанта.
5 вересня 1914 року бригада вступила у перший бій на Марні. І на наступний день Альфонс був важко поранений у ліву руку, але, відмовившись від медичної допомоги, залишився на фронті. За мужність і стійкість він був нагороджений Хрестом Ордена Почесного легіону. У січні 1915 року їхня бригада приєдналась до битви під Шампань-Арденною. Там Альфонс Жуен знову отримав поранення, але в цей раз у праву руку. Після двох важких поранень він був примусово відправлений до лікарні. Отримав звання капітана.
Після повернення з Франції в кінці 1916 року став ад'ютантом генерального резидента в Марокко Юбера Ліоте. У квітні 1917 повернувся знову до Франції і взяв участь битві Робера Нівеля, а у жовтні 1918 року приєднався до французької місії армії США.

### Міжвоєнний період
Після Першої світової війни повернувся до марокканського полку «1er Régiment de Tirailleurs Marocains» та продовжив паралельно навчатися в школі Сен-Сір. Після закінчення навчання в 1921 році Жуен був відправлений служити у штаб дивізії, що в Тунісі.
У вересні 1927 року повернувся до Північної Африки і командував батальйоном у «7e Régiment de Tirailleurs Algériens». Він одружився з Марі Габріель Сесіль, дочкою з ветеринарного лікаря, який переїхав із сім'єю в міто Константіна і став займатися бізнесом. У 1928 році став військовим секретарем і директором з політичних питань у Марокко. У 1932 році отримав звання підполковника. У 1935 році став командиром «3e Régiment de Zouaves». Пізніше отримав звання полковника.
У 1937 році Жуена призначено генеральним резидентом у Марокко. 26 грудня 1938 року повернувся до Алжиру, отримавши звання бригадного генерала.

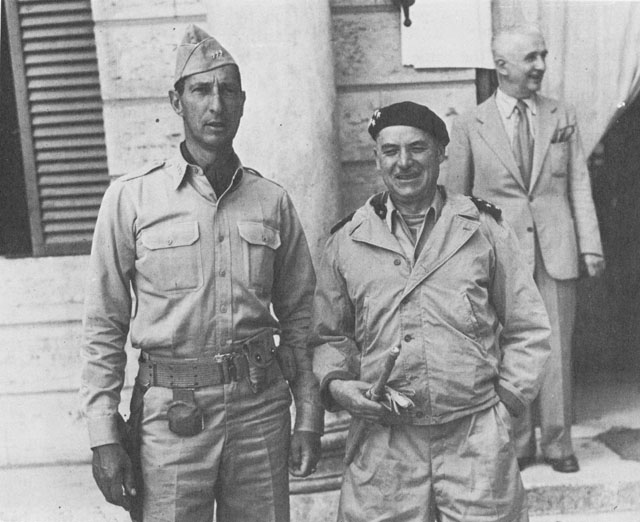
Марк Кларк і Альфонс Жуен (Італія, 1944)

### Друга світова війна
У часи Другої світової війни Жуен отримав звання генерала дивізії і очолив командування військами в Марокко. Адмірал Франсуа Дарлан запропонував йому посаду міністра з висвітлення війни, але Жуен відхилив пропозицію, заявивши, що він хоче служити тільки в Північній Африці. 20 листопада 1941 року він був підвищений до генерала корпусу і очолив командування сухопутними військами у Північній Африці.
У 1943 році був призначений начальником штабу французьких військ. У цьому ж році його було підвищено до генерала армії. Переконавши командувача союзними військам Дуайта Ейзенхауера, про те, що 2-га танкова дивізія на чолі з Філіппом Леклерком повинна звільнити Париж, Жуен і де Голль у серпні 1944 року увійшли до Парижа.
Після війни Альфонса Жуена гостро критикували. На думку низки дослідників, він разом з де Голлем несуть відповідальність за військові злочини проти цивільного населення, які були вчинені солдатами союзних військ під час Італійської кампанії в 1944 році. Як зазначають історики, жертвами грабежів, убивств і зґвалтувань стали тисячі італійців; з особливою жорстокістю діяли колоніальні війська, значну частину яких складали вихідці з Африки.

Деякі критики відзначають «подвійність» позиції Жюена після початку заворушень в Лаціо. Французькому воєначальнику приписують наступні слова: 
 «Слід було вести себе з гідністю, не дивлячись на наші почуття до народу, що ганебно зрадив Францію».
Оригінальний текст (фр.)
« qu’il fallait maintenir une attitude digne, malgré nos sentiments à l’égard d’une nation qui a odieusement trahi la France ».
— Tommaso Baris (пер. з фр.)

### Післявоєнні і останні роки життя
У січні 1947 Жуен повернувся до Північної Африки. Він виступав проти незалежності Марокко від Франції. Як генеральний резидент в Марокко він заборонив релігійні школи і певні збори, які, на його думку, були націоналістичними. Під час його перебування на посаді втілено у життя безліч адміністративних реформ.
У квітні 1946 року він відвідав Індокитай. Мав декілька зустрічей з високопоставленими чиновниками, серед яких був і Хо Ши Мін. У 1948 році йому надійшла пропозиція командувати Західноєвропейськими союзними сухопутними військами, але він її віхилив.
У 1952 році отримав найвище військове звання — Маршал Франції. У 1953 році Жуен очолив новостворене командування об'єднаними збройними силами в Брюнсумі.
1 жовтня 1956 року подав у відставку.
У листопаді 1966 року переніс інфаркт, а 27 січня 1967 року помер. Похорони відбулися в Нотр-Дам де Парі. На похоронах були присутні Александр Ріджуей, Марсель Карпентьєр та Шарль де Голль.

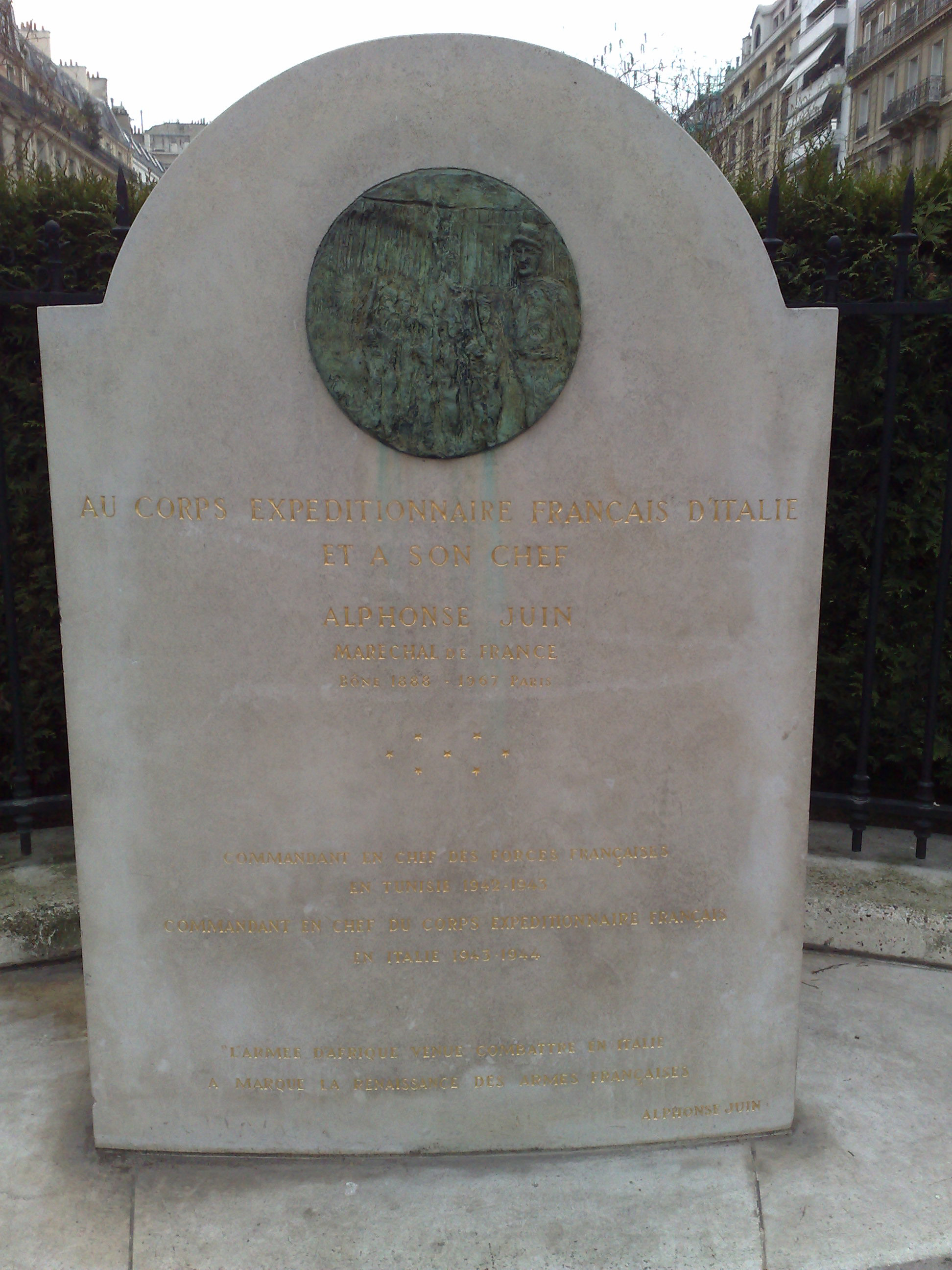
Меморіал Альфонса Жуена

## Нагороди
- Французькі:
- Орден Почесного Легіону
  - Лицар (з 10 грудня 1914 року)
  - Офіцер (з 28 грудня 1924 року)
  - Командир (з 1 жовтня 1940 року)
  - Кавалер (з 25 червня 1944 року)
  - Великий Хрест (з 8 травня 1945)
- Військова Медаль
- Військовий Хрест 1914—1918
- Військовий Хрест 1939—1945
- Медаль Перемоги
- Колоніальна медаль
- Іноземні:
- Хрест Суверенного військового Ордену Госпітальєрів Святого Івана Єрусалимського, лицарів Родосу і Мальти (Мальта)
- Великий Хрест Ордену Леопольда (Бельгія)
- Медаль «За видатні заслуги» (США)
- Легіон Заслуг (США)
- Орден Алауїтського трону (Марокко)
- Орден Лазні (Велика Британія)
- Хрест Грюнвальда (Польща)